# Basket Betekom
De vzw Basket Betekom is een basketbalploeg uit de Belgische gemeente Betekom.
Op 10 juni 1968 werd de basketbalploeg vzw Basket Betekom opgericht. Ze worden ook de Betekom Bullets genoemd.
Naar aanleiding van hun 50-jarig bestaan heeft de vzw Basket Betekom op 25 oktober 2018 de titel koninklijke vzw Basket Betekom uitgereikt gekregen van de provinciegouverneur van Vlaams-Brabant.
| Basket Betekom | Basket Betekom                  | Basket Betekom                  |
| -------------- | ------------------------------- | ------------------------------- |
| Clubnaam       | Basket Betekom vzw              | Basket Betekom vzw              |
| Opgericht      | 1968                            | 1968                            |
| Plaats         | Betekom                         | Betekom                         |
| Stadion        | De Tumkens in Betekom           |                                 |
| Website        | https://www.betekombullets.com. | https://www.betekombullets.com. |